# Isola di San Matteo

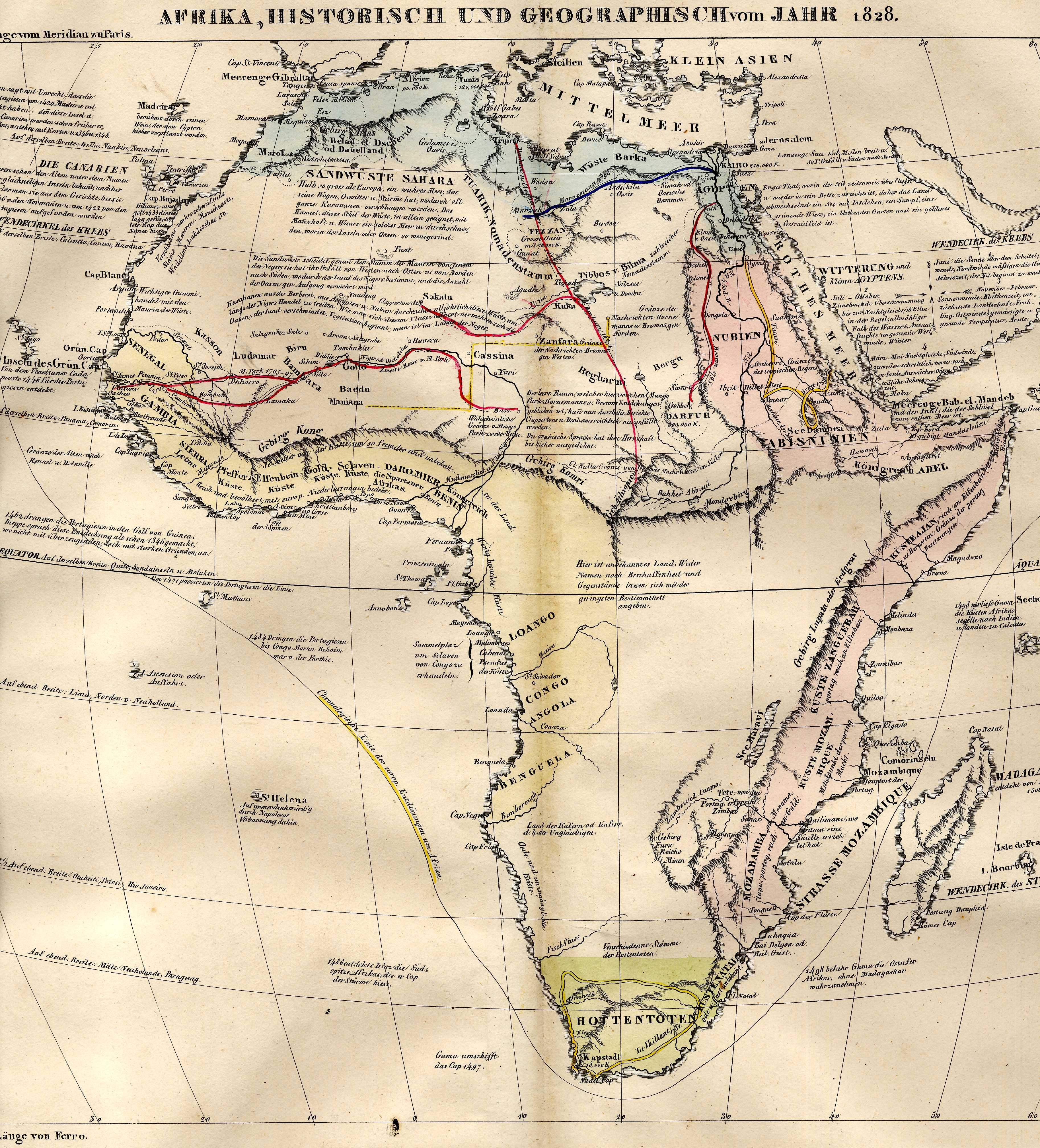
Carta tedesca dell'Africa del 1828.

L'isola di San Matteo è un'isola fantasma nell'Atlantico meridionale che figura su numerose mappe e opere di divulgazione dal XVI secolo ai primi anni del XX.

## Storia
L'origine della leggenda riguardo all'esistenza di quest'isola non è chiara. Il più antico riferimento conosciuto si trova sulla mappa di Piri Reis del 1513, riscoperta nel 1929, dove è rappresentato un gruppo di isole chiamato Sanmetyos.
La spedizione di García Jofre de Loaísa, alla quale partecipò, tra gli altri, anche Andrés de Urdaneta, effettuò, durante la traversata dalla costa africana a quella brasiliana, nella seconda metà di ottobre del 1525, una sosta su un arcipelago chiamato San Mateo, situato a due gradi e mezzo di latitudine sud. L'arcipelago venne descritto come composto da due isole di dimensioni diverse. Vi era acqua fresca, ma anche alberi di arancio, palme nane, tartarughe, molti uccelli, tra cui alcune galline, e una spiaggia sabbiosa. L'affermazione che le isole erano già visibili a una distanza di dieci leghe, cioè circa cinquantacinque chilometri, suggerisce la presenza di una montagna alta almeno 1400 metri.
Il cronista portoghese António Galvão, nella sua opera postuma pubblicata nel 1563, elencò le date delle scoperte più importanti fatte dai marinai portoghesi e spagnoli fino al 1555, aggiungendo, tra l'altro, che i marinai portoghesi avevano già scoperto quest'isola ottantasette anni prima dell'evento sopracitato, vale a dire nel 1438. Richard Hakluyt tradusse quest'opera in inglese nel 1601, ma anticipò l'evento di appena diciassette anni, situandolo nel 1508.

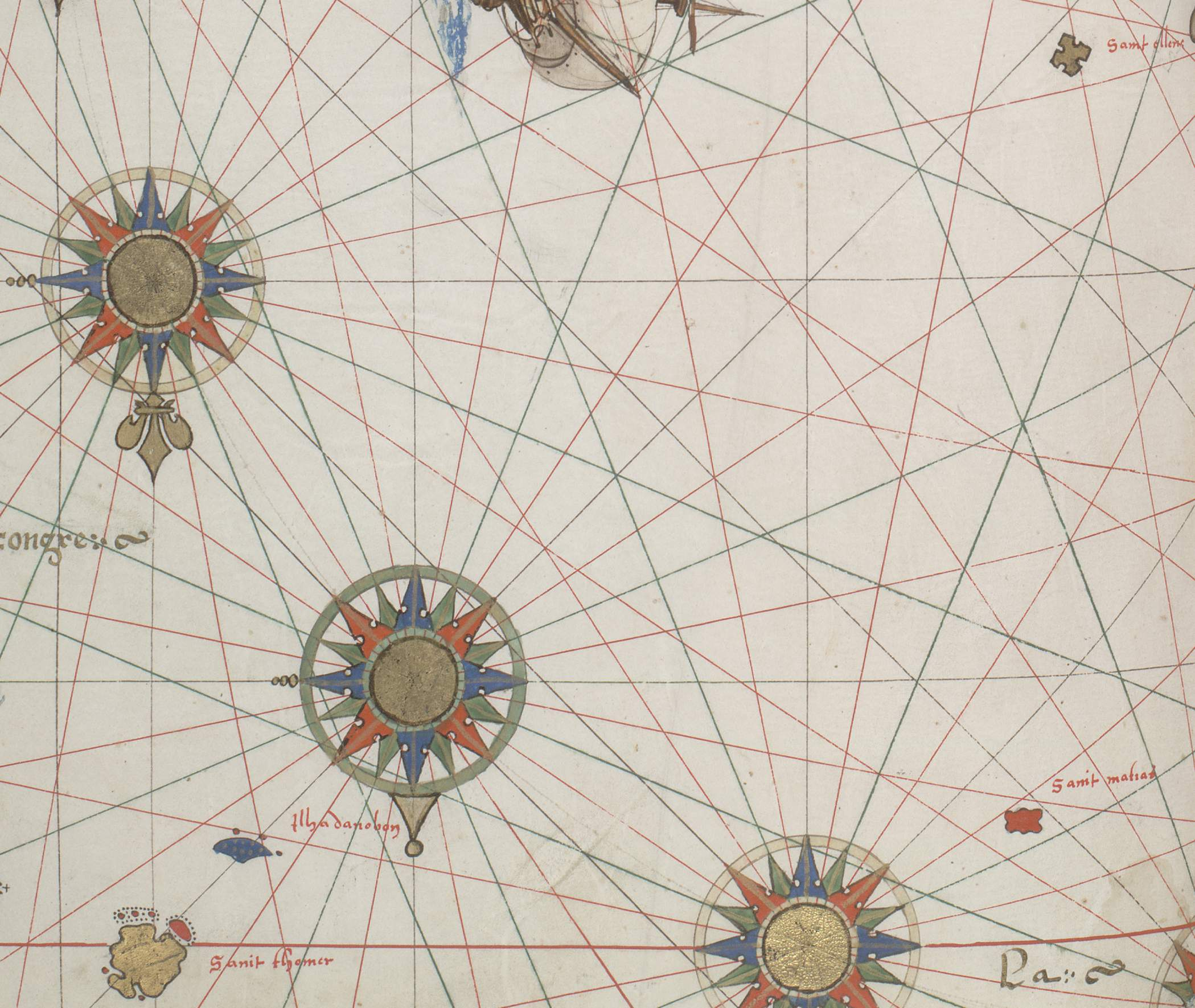
Atlante di Vallard, tavola 6, 1547 (il nord è in basso).

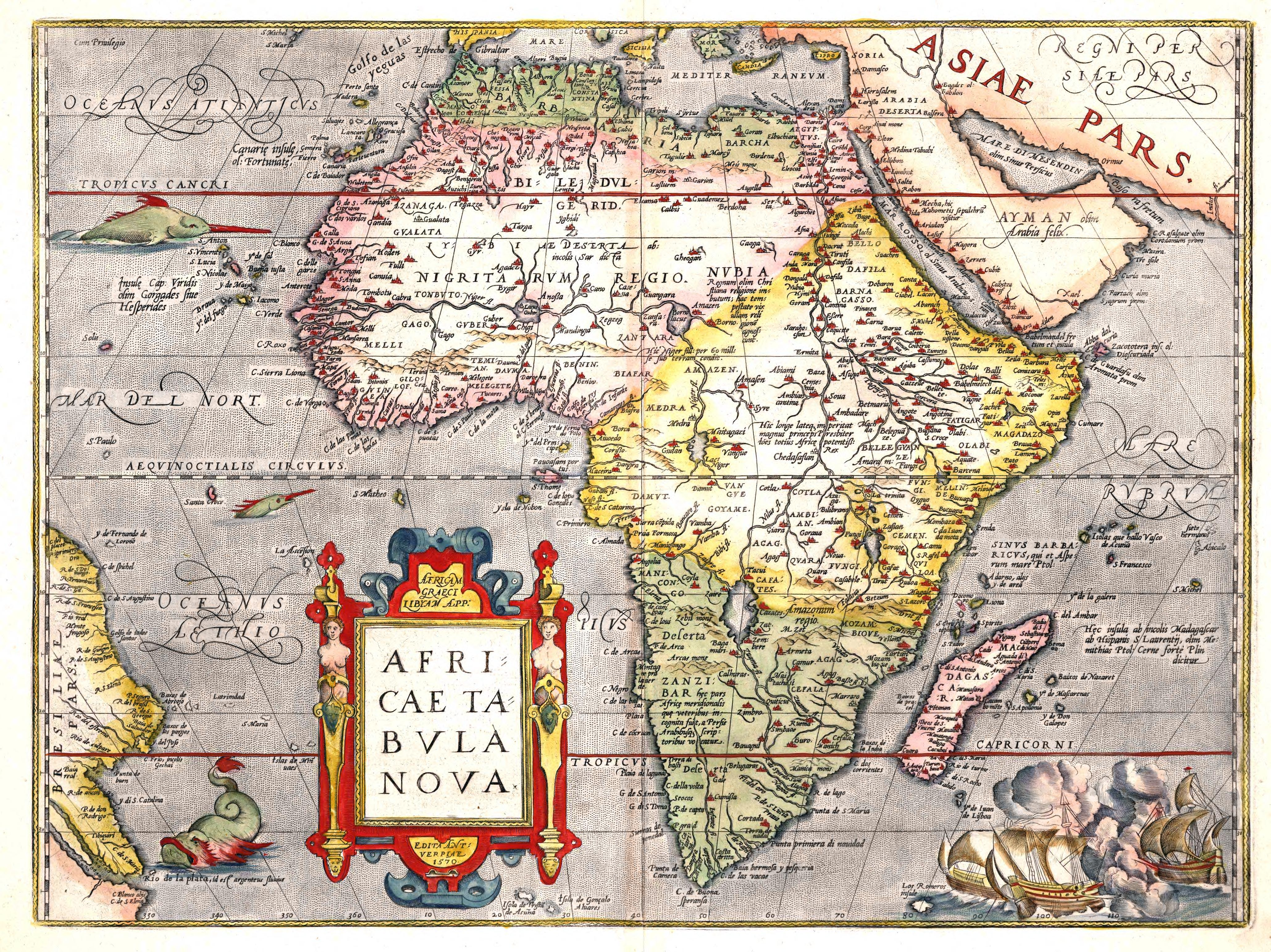
Ortelius, Africae tabula nova, 1570.

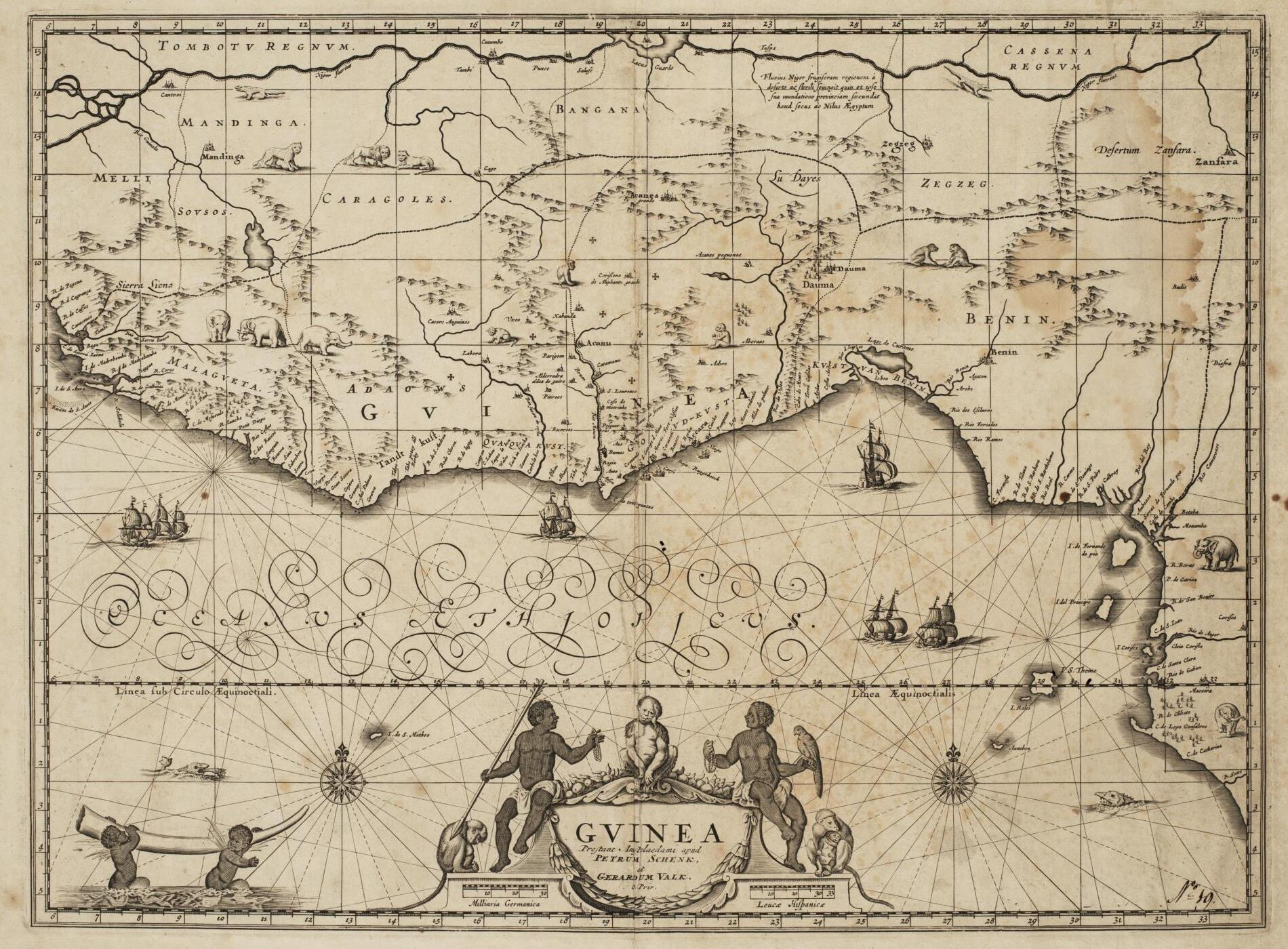
Peter Schenck, Karte der Goldküste, 1700 ca.

Su questa base, nell'arco di circa tre secoli, l'isola ha trovato posto nei libri di geografia e nelle opere di riferimento, ai quali venivano di volta in volta aggiunti dati riguardanti la posizione, le dimensioni e l'aspetto del terreno, senza che fosse indicata la provenienza di tali informazioni. Come anno della sua scoperta da parte di un portoghese non specificato, che trascorse lì alcuni anni prima di aver dovuto lasciare l'isola, veniva indicato quasi sempre il 1516, e per spiegare l'etimologia del nome si sosteneva che l'isola fosse stata scoperta nel giorno di San Matteo. Tali affermazioni si possono trovare, per esempio, nelle seguenti opere:
- Geografia dell’Africa (1588) di Livio Sanuto[7];
- Naukeurige beschrijvinge der Afrikaensche eylanden di Olfert Dappert (1668)[8];
- Relation Universelle De L'Afrique Ancienne Et Moderne di Phérotée de LaCroix (1688)[9];
- un dizionario di storia britannico del 1760[10];
- New Universal Traveller di Jonathan Carver (1779)[11];
- Reales Staats-, Zeitungs- und Conversationslexicon di Johann Hübner (1782), dove stranamente, a differenza degli altri autori, si afferma che l'isola sia abitata[12];
- A New Geographical, Historical, and Commercial Grammar di William Guthrie (1801)[13];
- The General Gazetteer di Richard Brookes (1802)[14];
- Handbuch der Geographie und Statistik für die gebildeten Stände di Christian Gottfried Daniel Stein. Come esempio della crescente consapevolezza che si trattasse solo di un'isola fantasma, bisogna ricordare che nella quarta edizione del 1820 l'esistenza dell'isola viene citata come un dato di fatto[15], mentre nella sesta edizione del 1834 si mette già in discussione la sua esistenza[16].

Allo stesso modo, l'isola misteriosa venne disegnata sulle mappe della regione, ad esempio su opere di Abramo Ortelio, Gerardo Mercatore, Johannes Janssonius, Vincenzo Coronelli, Peter Schenk e sull'atlante di Vallard del 1547. In generale, l'isola veniva situata a circa due gradi di latitudine sud, a nord-est di Ascensione.
Sulla base delle informazioni pubblicate, molti navigatori cercarono più volte di raggiungere l'isola, ma invano. Durante il viaggio di ritorno dal suo secondo viaggio, nel giugno del 1775, James Cook cercò di raggiungerla partendo da Ascensione, ma fallì a causa dei venti avversi. Dopo che agli inizi del XIX secolo apparve chiaro che nel luogo sospetto non era presente nessuna terra, l'isola di San Matteo scomparve gradualmente dalle opere di riferimento e anche dalle carte nautiche, anche se occasionalmente è stata segnalata su queste ultime fino agli inizi del XX secolo.

## Identificazione
Ancora oggi non è chiaro quale sia stato l'arcipelago raggiunto da de Loaísa e dalle sue navi, anche perché le testimonianze dei suoi compagni sono discordanti: forse si trattava di un'isola delle Antille. Riguardo ai presunti avvistamenti successivi, oggi si presume che fossero basati su un errore di calcolo della rispettiva longitudine. Come probabile candidato per tale «scambio di identità» si cita quasi sempre l'isola di Annobón, che si trova quasi sulla stessa latitudine indicata per l'isola di San Matteo. Per quanto riguarda la longitudine, tuttavia, bisogna ricordare che fino al 1884 si utilizzava come meridiano fondamentale quello di Hierro, e non quello di Greenwich come oggi.